# Salimani
Salimani är en ort i Komorerna.   Den ligger i distriktet Grande Comore, i den västra delen av landet, 12 km söder om huvudstaden Moroni. Salimani ligger 23 meter över havet och antalet invånare är 1 662.
Terrängen runt Salimani är varierad. Havet är nära Salimani åt sydväst. Runt Salimani är det tätbefolkat, med 411 invånare per kvadratkilometer. Närmaste större samhälle är Moroni, 11,8 km norr om Salimani. I omgivningarna runt Salimani växer i huvudsak städsegrön lövskog.